# Cratere Julie
Julie  è un cratere sulla superficie di Venere.